# Munții Căpățânii
Munții Căpățânii sunt o grupă muntoasă a Munților Șureanu-Parâng-Lotrului, aparținând de lanțul muntos al Carpaților Meridionali. Cel mai înalt pisc este Vârful Nedeia, având 2.130 m. 

## Vezi și
- Munții Șureanu-Parâng-Lotrului
- Munții Carpați
- Lista munților din România